# Véronica Codesal
Véronica Codesal (Ukkel, 16 september 1977) is een Belgisch-Spaanse zangeres, danseres en muzikante. Haar familie is afkomstig van Guitiriz (Galicië, Spanje). Ze is lid van de groepen Urban Trad, Ialma, Camax en Aelia waarin ze zingt en meerdere instrumenten bespeelt (tamboerijn, doedelzak en Cunchas (schelpen)). Ze is eveneens lerares van de Galicische dansgroep Foliada. Door middel van haar artistieke activiteiten brengt ze de Galicische cultuur en taal naar voren. Ze neemt deel aan verschillende activiteiten van Muziekpublique, een organisatie die traditionele muziek en dans in zijn breedst mogelijke betekenis promoot.